# 안전지대 (교통)

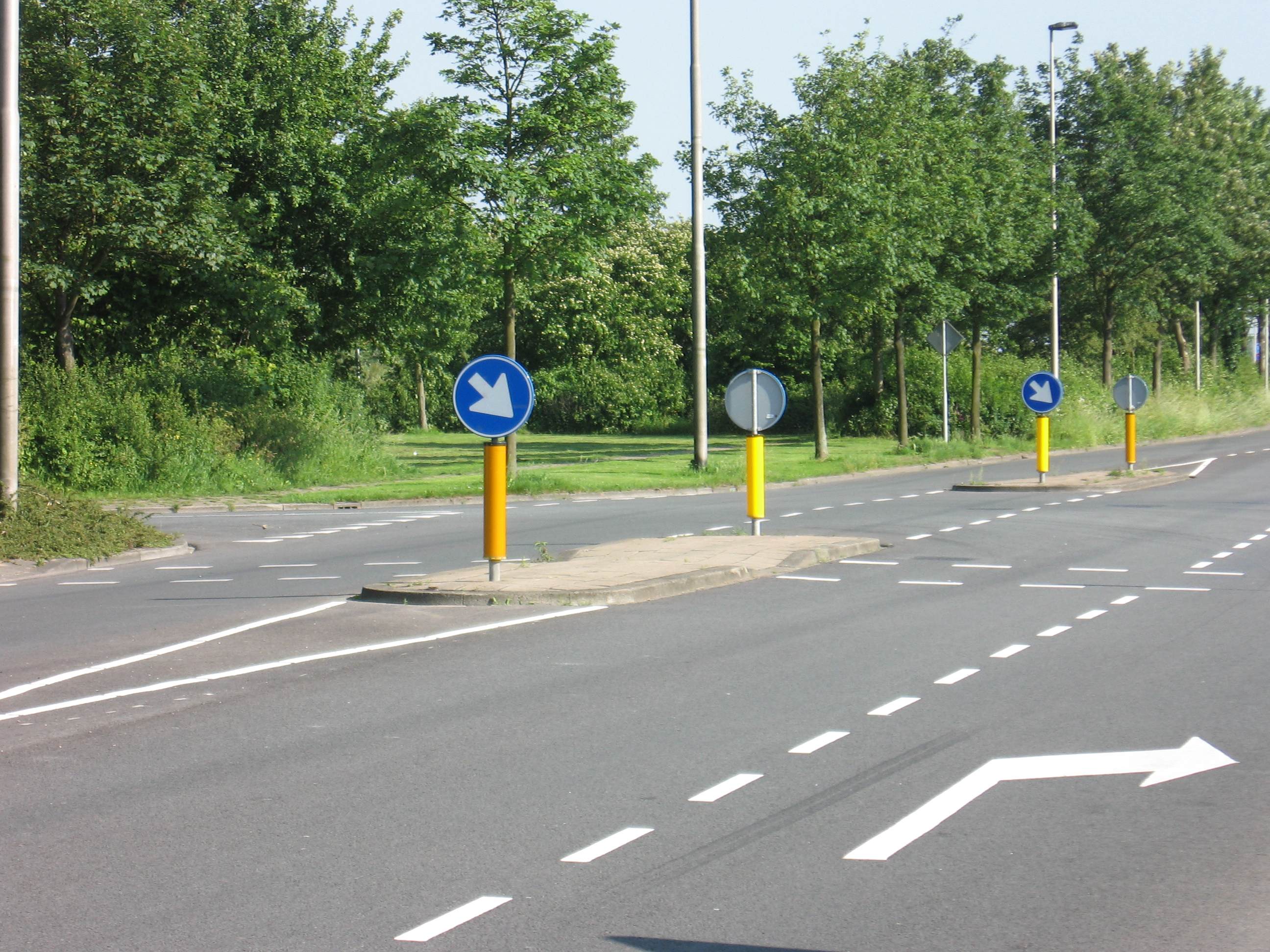
안전지대

안전지대(安全地帶)는 노면전차나 버스를 타고 내리는 승객과 도로를 횡단하는 보행자의 안전 확보를 위해 도로 교통을 규제하고 있는 장소이다. 도로 중간에 섬처럼 따로 마련되어 있는 것이 일반적이다.

## 개요
전차의 경우 궤도를 도로의 가장 중앙 가까이에 마련하는 경우가 많다. 전차 정류장에는 일반적으로 구조물에 의한 플랫폼이 설치된다. 이 플랫폼도 안전 지대에 해당한다. 도로의 폭이 크게 넓어 주로 걷는 속도가 느린 사람이 한 번이 건널 수 없는 것을 고려하여 설치된 횡단 보도 중간에 설치되는 섬 모양의 안전지대가 일반적이다.

## 일본
일본의 전차 정류장에서 도로의 폭 등에 여유가 없거나, 교차로 부근 등 기타 이유로 구조물에 의한 플랫폼을 설치하지 않을 수 있다. 그런 경우에는 전차 정류장의 승강객이 기차와 도로 사이에 직접 승강하게 된다. 그 때의 안전 확보를 위해 안전지대는 도로 표지로 표시된다.
전차 정류장에 설치되는 전차 정류장 표지판 외에 안전 지대는 일반적으로 도로 표지판 (파란색 바탕에 흰색 V자)도 설치된다.

## 같이 보기
- 교통섬
- 교통표지
- 신호등
- 도로표시